# Aureolus
(Marcus Aelius?) Aureolus byl uzurpátor římského trůnu, který se v roce 268 n. l. vzbouřil proti císaři Gallienovi v Miláně.
Aureolus, původem z Dácie, dosáhl za vlády Valerianovy a Gallienovy hodnosti dux equitum, což z něj učinilo jednoho z nejvýznamnějších vojevůdců říše. Roku 260 přispěl jako Gallienův podřízený velitel k porážce uzurpátora Ingenua u Mursy, roku 261 řídil již bez císařovy osobní účasti operace proti uzurpátorovi Macrianovi v Illyriku. Později se usadil v Miláně, kde byl zřízen hlavní stan těžké jízdy, jež mu od sklonku padesátých let podléhala.
Počátkem roku 268 přešel Aureolus nečekaně na stranu vzdorocísaře Postuma, dal pro něj v Miláně razit mince a vyprovokoval tak novou občanskou válku. Císař Gallienus musel rychle přerušit válku s Góty, vtrhl s početnou armádou do Itálie, během obléhání Milána však jeho velitelé Heraclianus, Claudius a Aurelianus zosnovovali spiknutí, které ho stálo život. Nový císař Claudius II. pak nechal Aureola, který asi v srpnu nebo v září 268 přijal císařský titul, se souhlasem vojáků zlikvidovat.

## Prameny
- Historia Augusta, Vita Claudii 4, 4; 5.
- Historia Augusta, Tyranni triginta 10, 14; 11; 12, 2; 12, 13–14; 14, 1; 15, 4; 18, 1; 18, 3; 30, 23.
- Historia Augusta, Vita Gallieni 2, 6–7; 3, 1; 3, 3; 4, 6; 5, 6; 7, 1; 9, 1; 14, 6–7; 21.
- Zonaras 12, 24.
- Zosimos 1, 41.